# GE 289A Boxcab
GE 289A Boxcab — серія електричних залізничних локомотивів, збудована американською компанією General Electric протягом 1920-х років.
Локомотиви цього типу використовувалися навіть на початку XXI століття на електричних залізничних лініях Sociedad Química y Minera в Чилі. У 2009 році залізниця оперувала сімома локомотивами цього типу.

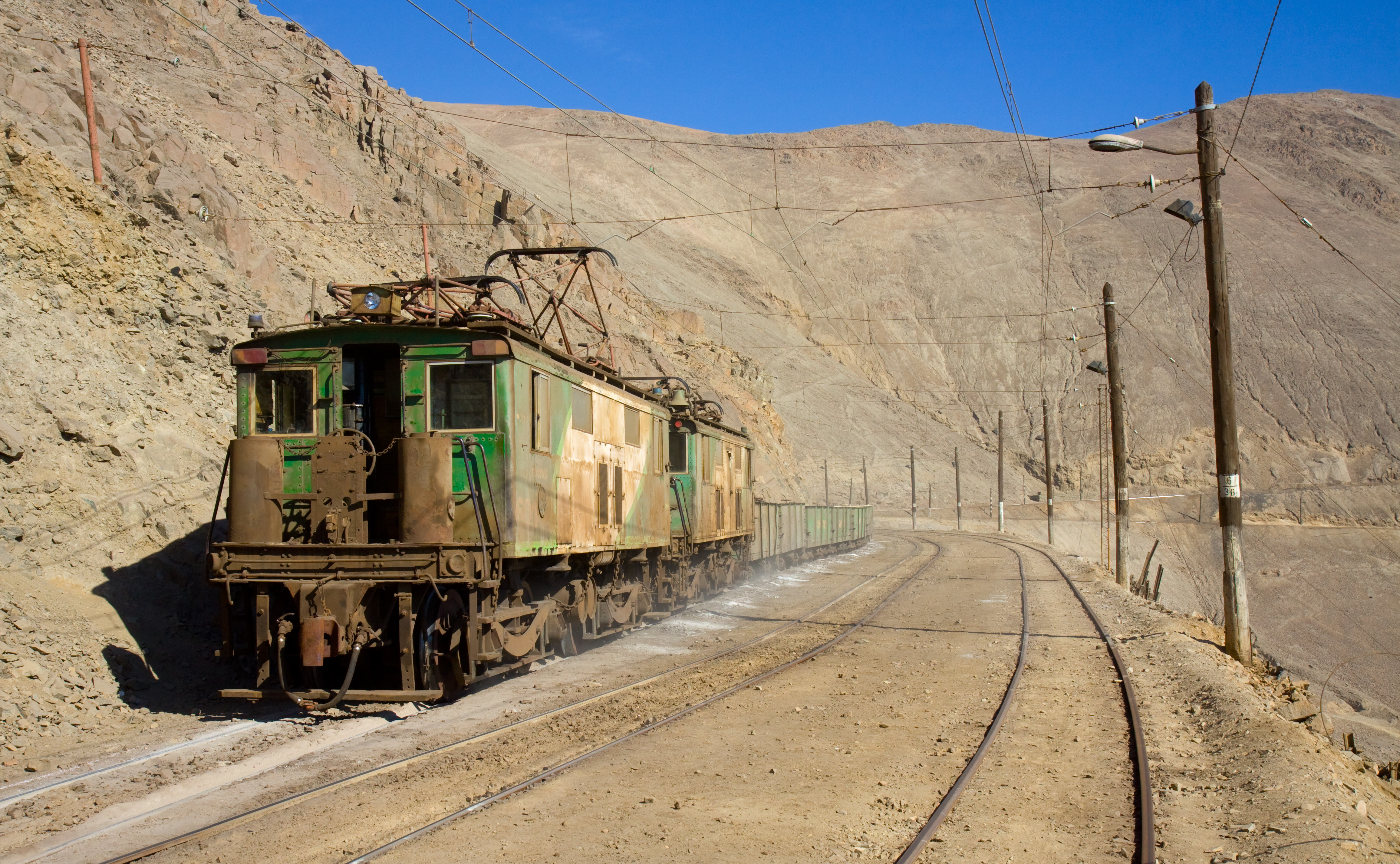
The GE 289A's shown in Chile.

Таблиця з інформацією про локомотив, яка знаходиться на тих локомотивах, котрі використовуються в Чилі містить наступні технічні дані: Class B-B -134/134-E-4GE289A, operating on 1500 V DC power, built at the GE plant in Schenectady, New York, USA.